# Liste der Naturdenkmale in Geisingen
| Naturdenkmale | Anzahl |
| ------------- | ------ |
| FND           | 13     |
| END           | 8      |
| Gesamt        | 21     |

Die Liste der Naturdenkmale in Geisingen nennt die verordneten Naturdenkmale (ND) der im baden-württembergischen Landkreis Tuttlingen liegenden Stadt Geisingen. In Geisingen gibt es insgesamt 21 als Naturdenkmal geschützte Objekte, davon 13 flächenhafte Naturdenkmale (FND) und 8 Einzelgebilde-Naturdenkmale (END).
Stand: 31. Oktober 2016.

## Flächenhafte Naturdenkmale (FND)
| Name                                 | Bild | Kennung     | Einzelheiten | Position | Fläche Hektar | Datum         |
| ------------------------------------ | ---- | ----------- | ------------ | -------- | ------------- | ------------- |
| Basaltschlot mit Ruine               |      | 83270180012 | Geisingen    | ⊙        | 0,7           | 9. März 1992  |
| Englischer Garten auf dem Wartenberg |      | 83270180004 | Geisingen    | ⊙        | 2,9           | 10. Nov. 1988 |
| Halbtrockenrasen oberhalb Breiten    | BW   | 83270180005 | Geisingen    | ⊙        | 0,4           | 10. Jan. 1989 |
| Halbtrockenrasen Unterm Stein        | BW   | 83270180008 | Geisingen    | ⊙        | 1,8           | 21. Nov. 1989 |
| Kalksteinablagerungen                | BW   | 83270180013 | Geisingen    | ⊙        | 0,8           | 9. März 1992  |
| Kirchener Ried                       | BW   | 83270180007 | Geisingen    | ⊙        | 1,6           | 5. Apr. 1989  |
| „Osterbühl“ (Basalt-Tuffschlot)      | BW   | 83270180001 | Geisingen    | ⊙        | 1,1           | 10. Nov. 1983 |
| Pfaffental                           | BW   | 83270180003 | Geisingen    | ⊙        | 1,2           | 30. März 1988 |
| Quellmoor im Reutele                 | BW   | 83270180002 | Geisingen    | ⊙        | 0,1           | 1. Apr. 1987  |
| Sinter-Kalk (Süßwassertuff)          | BW   | 83270180017 | Geisingen    | ⊙        | 1,5           | 9. März 1992  |
| Wäldchen im Gewann Schloßhalden      | BW   | 83270180009 | Geisingen    | ⊙        | 0,6           | 21. Nov. 1989 |
| Wasserfall mit Märzenbecherstandort  | BW   | 83270180019 | Geisingen    | ⊙        | 0,2           | 9. März 1992  |
| Weiherwiesen                         | BW   | 83270180006 | Geisingen    | ⊙        | 2,4           | 16. Jan. 1989 |
| Legende für Naturdenkmal             |      |             |              |          |               |               |

## Einzelgebilde (END)
| Name                                            | Bild | Kennung     | Einzelheiten                                          | Position | Fläche Hektar | Datum        |
| ----------------------------------------------- | ---- | ----------- | ----------------------------------------------------- | -------- | ------------- | ------------ |
| Dorflinde bei der Kirche                        |      | 83270180014 | Geisingen Nicht mehr in der LUBW-Datenbank vorhanden. | ⊙        | 0,0           | 9. März 1992 |
| Eiche am Waldrand                               | BW   | 83270180016 | Geisingen                                             | ⊙        | 0,0           | 9. März 1992 |
| Kastaniengruppe beim Postplatz u. der Volksbank | BW   | 83270180022 | Geisingen                                             | ⊙        | 0,0           | 9. März 1992 |
| Kastaniengruppe in der Krankenhausstr.          | BW   | 83270180021 | Geisingen                                             | ⊙        | 0,0           | 9. März 1992 |
| Kastaniengruppe                                 | BW   | 83270180011 | Geisingen                                             | ⊙        | 0,0           | 9. März 1992 |
| Kiefer am Waldrand im Hardthau                  | BW   | 83270180015 | Geisingen                                             | ⊙        | 0,0           | 9. März 1992 |
| Linde beim Pflege- und Altenheim                | BW   | 83270180010 | Geisingen                                             | ⊙        | 0,0           | 9. März 1992 |
| 4 Linden im Friedhof                            | BW   | 83270180018 | Geisingen                                             | ⊙        | 0,0           | 9. März 1992 |
| Legende für Naturdenkmal                        |      |             |                                                       |          |               |              |